# Ciudad de la Justicia (Málaga)
La Ciudad de la Justicia de Málaga es un complejo administrativo judicial situado en la ciudad española de Málaga.
Con unos 70 000 m², se trata del mayor edificio administrativo de Andalucía, que alberga 88 órganos judiciales previamente dispersos en la ciudad. Entre ellos destaca la Audiencia Provincial, antiguamente situada en el palacio Miramar.
Diseñada por los arquitectos Ramón Engel, Javier Frechilla, Carmen Herrero, José Manuel López-Peláez y José Seguí, el edificio cuenta con un ordenador central que regula la luz y la climatización para una gestión eficiente de la energía. Las obras comenzaron en 2002 y fue inaugurada el 30 de noviembre de 2007.
En dicho complejo se juzgó uno de los casos de corrupción más importantes y con mayor número de implicados de la historia reciente de España, el Caso Malaya.